# Unutarnja energija
Unutarnja energija zavisi od strukture i termodinamičkog stanja tijela, a predstavlja zbroj ukupne potencijalne energije i kinetičke energije njegovih sastavnih čestica. 
Unutarnja energija se ne mjeri neposredno, već se mjeri ΔU - promjena unutarnje energije koja zavisi od početne i krajnje temperature.